# Ammoecioides spectabilis
Ammoecioides spectabilis är en skalbaggsart som beskrevs av Louis Albert Péringuey 1901. Ammoecioides spectabilis ingår i släktet Ammoecioides och familjen Aphodiidae. Utöver nominatformen finns också underarten A. s. tricarinulatus.